# Grevillea occidentalis
Grevillea occidentalis är en tvåhjärtbladig växtart som beskrevs av Robert Brown. Grevillea occidentalis ingår i släktet Grevillea och familjen Proteaceae. Inga underarter finns listade i Catalogue of Life.